# Gene Clark
Gene Clark, nascido Harold Eugene Clark (Tipton, Missouri, 17 de novembro de 1944 - 24 de maio de 1991) foi um cantor-compositor americano, e um dos membros fundadores do grupo de folk-rock The Byrds.
Gene Clark é mais lembrado por ser principal compositor do The Byrds entre 1964 e 1966. Ele criou um grande catálogo de músicas em vários gêneros, mas não conseguiu alcançar o sucesso comercial na carreira solo. Clark foi um dos primeiros expoentes da rock psicodélico, pop barroco, progressive bluegrass, country rock e alternative country. Morreu devido uma úlcera.

## Discografia

### Álbuns de estúdio
- Gene Clark with the Gosdin Brothers (1967)
- The Fantastic Expedition of Dillard & Clark (1968) – com Doug Dillard
- Through the Morning, Through the Night (1969) – com Doug Dillard
- White Light a.k.a. Gene Clark (1971)
- Roadmaster (1972)
- No Other (1974)
- Two Sides to Every Story (1977)
- McGuinn, Clark & Hillman (1978) – com Roger McGuinn e Chris Hillman
- City (1980) – com Roger McGuinn and Chris Hillman
- Firebyrd (1984)
- So Rebellious a Lover (1987) – com Carla Olson

### Álbuns ao vivo
- Silhouetted in Light (1992) – com Carla Olson
- In Concert (2007)  – com Carla Olson
- Silverado '75 - Live & Unreleased (2008)

### Compilações
- Echoes (1991) – Coletânea de material gravado com o início do The Byrds e Gosdin Brothers[4]
- American Dreamer 1964-1974 (1993) – Coletânea
- Flying High (1998) – Antologia
- Gypsy Angel (2001) – Coletânea de material inédito
- Under the Silvery Moon (2003) – Coletânea de material inédito